# خوک‌ها در پولکا
خوک‌ها در پولکا (انگلیسی: Pigs in a Polka) یک کارتون کوتاه ملودی Merrie است که در سال ۱۹۴۳ توسط برادران وارنر تولید شد. این کارتون به کارگردانی فریز فرلنگ و با موسیقی یوهان اشتراوس ساخته شد.
کارتون با گروهی از خوک‌ها شروع می‌شود که در حال آماده شدن برای مسابقه پولکا هستند. با شروع موسیقی، خوک‌ها شروع به رقصیدن و نواختن همگام با موسیقی می‌کنند.
به زودی گروهی از گربه‌های سیاه و سفید وارد صحنه می‌شوند و شروع به ایجاد اختلال در عملکرد خوک‌ها می‌کنند. آنها نت‌های اشتباه را می‌نوازند، ریتم را به هم می‌ریزند و به‌طور کلی باعث هرج و مرج می‌شوند. خوک‌ها سعی می‌کنند کنترل اوضاع را دوباره به دست بگیرند، اما گربه‌ها به ایجاد شرارت ادامه می‌دهند. در نهایت خوک‌ها برای خلاص شدن از شر گربه‌ها نقشه ای می‌اندیشند.
خوک‌ها گربه‌ها را به دام می‌کشند و سپس از ابزار خود برای پرتاب گربه‌ها به هوا استفاده می‌کنند. گربه‌ها در رودخانه ای نزدیک فرود می‌آیند و خوک‌ها به عملکرد خود ادامه می‌دهند.
این کارتون مورد استقبال تماشاگران قرار گرفت و نامزد جایزه اسکار بهترین فیلم کوتاه انیمیشن شد. از آن زمان به یک اثر کلاسیک تبدیل شده‌است و هنوز بینندگان در هر سنی از آن لذت می‌برند.